# Hovhannes VI (ormiański patriarcha Konstantynopola)
Hovhannes VI (ur. ?, zm. ?) – w latach 1674–1675 31. ormiański Patriarcha Konstantynopola.